# Arena Riga
Arena Riga (lettiska: Arēna Rīga) är en inomhusarena i Riga i Lettland som idag främst används för ishockey, basket och konserter. Arena Riga rymmer 14 500 åskådare för ishockey och stod färdig 2006. Den var en av arenorna under Hockey-VM 2006; den andra var Skonto Arena numera Olympic Sport Arena med en kapacitet på 10.500 åskådare.
Arena Riga är sedan 2008 hemmaplan för KHL-klubben Dinamo Riga.

## Evenemang
- Världsmästerskapet i ishockey för herrar 2006
- Kontinental Hockey League All-Star Game (2012)